# Estádio Manoel Barroso Neto
O Estádio Manoel Barroso Neto, ou Barrosão, é um estádio de futebol da cidade de Trairi, no estado do Ceará. Ele pertence à Prefeitura Municipal de Trairi e tem capacidade para 3.100 pessoas. Seu nome é uma homenagem ao político trairiense Manuel Barroso Neto.
A Associação Trairiense de Futebol mandava os seus jogos no estádio pelo Campeonato Cearense de Futebol.